# Parafia św. Stefana we Wrocławiu
Parafia Świętego Stefana we Wrocławiu – parafia rzymskokatolicka dekanatu Wrocław południe w archidiecezji wrocławskiej. 
Została erygowana w 2000 roku. Obsługiwana przez kapłanów archidiecezjalnych. Kościół parafialny został wzniesiony w latach 1980–1981, a następnie rozbudowany w latach 1999–2000.

## Proboszczowie
- ks. Józef Sypko (do 2011)
- ks. Aleksander Jasiczek (2011–2022)[1]
- ks. Wojciech Jednoróg (od 2022)

## Zasięg parafii
- Parafia obejmuje ulice: Armii Krajowej (od Bardzkiej, do Bpa Bogedaina str prawa), Bardzka, Bpa Bogedaina, Gazowa, Kamieniecka, Ks. Klimasa, Laskowa, Łagiewnicka, Międzyleska, Morelowa, Morwowa, Owocowa, Śliwkowa, Tarnogajska, Winogronowa, Ząbkowicka, Ziębicka, Złotostocka
- Opiekę duszpasterską parafia prowadzi także w Schronisku Towarzystwa Pomocy im. Świętego Brata Alberta – ul. Bpa Bogedaina 5.